# Бронепалубни крайцери тип „Мацушима“
Мацушима (на японски: 松島型防護巡洋艦) са серия бронепалубни крайцери на Императорските ВМС на Япония.

## Проект и строителство
Проектът е създаден във Франция от конструктора Луи-Емил Бертен по поръчка на японския флот. Крайцерите от този тип са предназначени да противостоят на китайските броненосци в наближаващата война и за борба с тяхната броня те носят едни от най-мощните по онова време оръдия. От трите кораба на серията, строена в периода 1888 – 1894 г., два са построени във Франция, а третия – в Япония.

## История на службата
През Японо-китайската война, в която „Мацушима“ е флагмански кораб на флота, те се проявяват като не много успешен тип, с малоефективно главно оръдие, недостатъчна защита и ниска мореходност.
Също така корабите на типа вземат участие в Руско-японската война, след която, 1906 г. те са преоборудвани на учебно-тренировъчни съдове. „Мацушима“ потъва през 1908 г. в резултат на взрив на артилерийските погреби, а останалите два кораба са предадени за скрап 1922 и 1927 г.

## Представители на проекта
| Име                            | Корабостроителница                                                                   | Заложен             | Спуснат на вода   | Влиза в строй       | Съдба                                                                                 |
| ------------------------------ | ------------------------------------------------------------------------------------ | ------------------- | ----------------- | ------------------- | ------------------------------------------------------------------------------------- |
| „Мацушима“ (на японски: 松島)  | Société Nouvelle des Forges et Chantiers de la Méditerranée, Ла Сен сюр Мер, Франция | 17 февруари 1888 г. | 22 януари 1890 г. | 5 август 1892 г.    | учебно-тренировъчен съд от 1906 г., потъва при взрив на погребите на 30 април 1908 г. |
| „Ицукушима“ (на японски: 厳島) | Société Nouvelle des Forges et Chantiers de la Méditerranée, Ла Сен сюр Мер, Франция | 7 януари 1888 г.    | 11 юли 1889 г.    | 3 септември 1891 г. | учебно-тренировъчен съд от 1906 г., предаден за скрап 1926 г.                         |
| „Хашидате“ (на японски: 橋立)  | Корабостроителница на флота, Йокосука, Япония                                        | 6 август 1888 г.    | 24 март 1891 г.   | 26 юни 1894 г.      | учебно-тренировъчен съд от 1906 г., предаден за скрап 1927 г.                         |